# Шпак рожевий

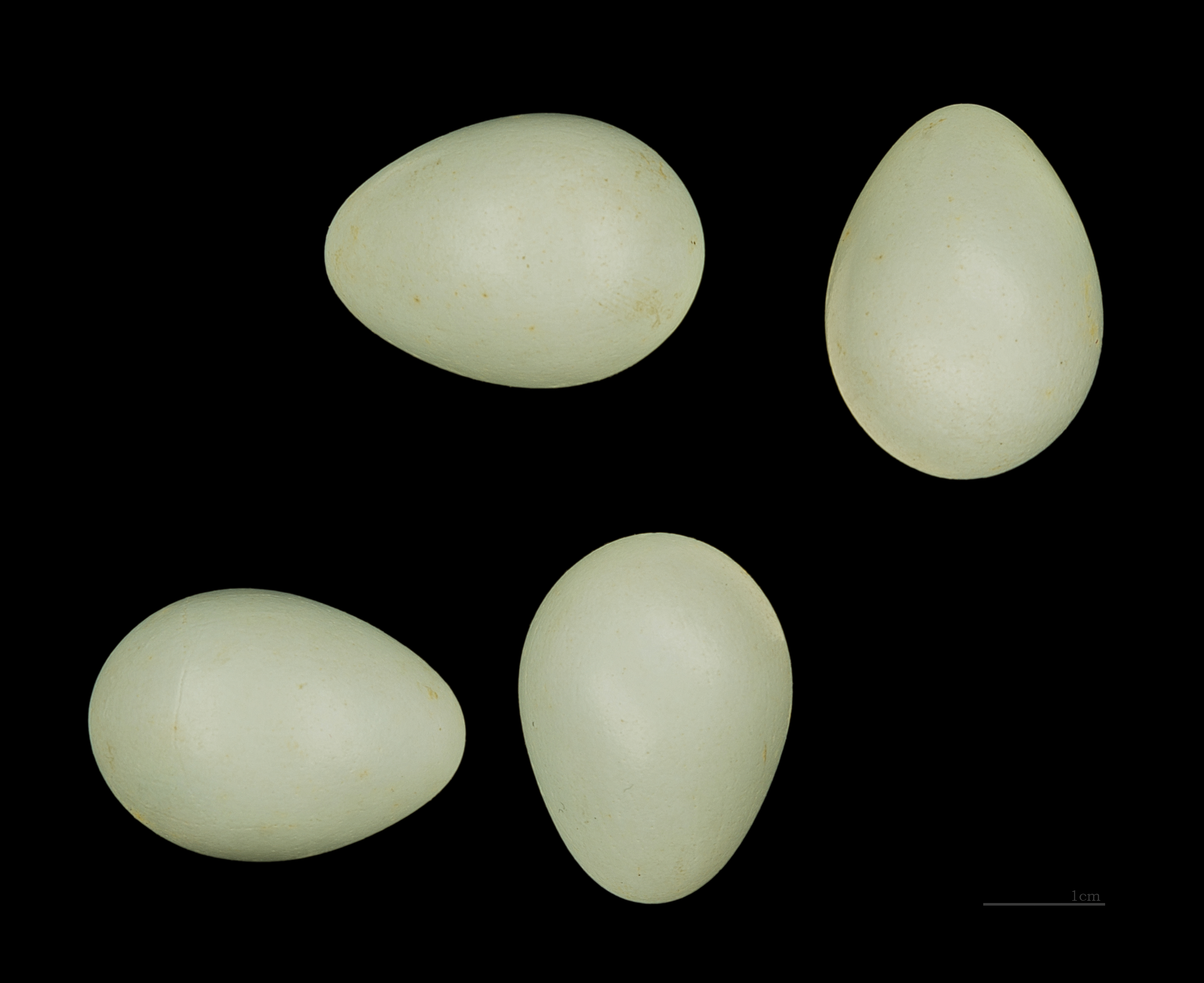
Яйця рожевого шпака

Шпак рожевий (Pastor roseus) — птах родини шпакових ряду горобцеподібних. Один з 2-х видів родини у фауні України. В Україні гніздовий, перелітний птах.
Вид нещодавно почали відносити до монотипового роду Pastor, хоча за більш ранніми класифікаціями вважався представником роду шпак (Sturnus)

## Морфологічні ознаки
Довжина тіла 21—24 см, вага 65—90 г.

## Ареал виду та поширення в Україні
Гніздовий ареал охоплює Південно-східну Європу, Малу, Передню та Центральну Азію. В Україні зустрічається головним чином у південно-східних районах степової зони та в Криму, але випадки гніздування реєстрували у центральних і навіть північних областях країни. Зальоти відмічали у багатьох областях України.

## Чисельність і причини її зміни
Європейська популяція нараховує 58-210 тис. пар і становить 25-49% світової популяції виду . 
В Україні чисельність коливається. На горі Опук в 1950 р. гніздилося 0.75-1 тис. пар, 1970 р. — приблизно 2,5 тис. пар, 1983—1999 р. — від 150 до 4-5 тис. пар. На Тарханкутському півострові у 1995—1996 рр. гніздилося близько 1-1,6 тис. пар, на фермах — понад 4 тис. пар. Трапляється у Полтавській (300), Запорізькій (400—500), Миколаївській (200 пар) областях. У 1991—2003 рр. в кількості від одиниць до кількох десятків особин траплявся в Одеській, Миколаївській, Херсонській, Запорізькій, Чернігівській, Сумській, Кіровоградській та Київській областях. До зниження чисельності призводять зменшення кормової бази, зростання антропогенного пресу.

## Особливості біології
З місць зимівлі прилітає на початку травня. Гніздиться колоніями на скелях, у норах по кручах та ярах, зрідка у будівлях. Моногам. Кладка відбувається у травні – червні, складається з 4–6 яєць. Пташенята з'являються на початку липня. Після завершення гніздування молоді з дорослими мандрують зграями у липні – серпні. Живиться сарановими, жуками, цикадами, збираючи їх на відкритих цілинних ділянках, перелогах, у лісосмугах та фруктових садах. У липні – серпні значну частину живлення складають стиглі плоди вишні, шовковиці тощо. Корисний птах — знищує сарану та інших прямокрилих.

## Охорона
Шпак рожевий занесений до Червоної книги України (1994, 2009). Знаходиться під охороною Бернської конвенції (Додаток ІІ).